# Santa Cristina de Padreiro
Santa Cristina de Padreiro  é uma povoação portuguesa do Município de Arcos de Valdevez que foi sede da extinta Freguesia de Padreiro (Santa Cristina), freguesia que tinha 2,37 km² de área e 76 habitantes (2011), e, portanto, uma densidade populacional de 32,1 hab/km².
A Freguesia de Padreiro (Santa Cristina) foi extinta em 2013, no âmbito de uma reforma administrativa nacional, tendo sido agregada à freguesia de Salvador de Padreiro, para formar uma nova freguesia denominada União das Freguesias de Padreiro (Salvador e Santa Cristina) com sede em Salvador de Padreiro.
Altitude média: 420m. Festas e Romarias: Santa Cristina (24 de Julho). Distância da sede do município cerca de 10 km e 32 km de Viana do Castelo. É servida pela EM 523 entre a EN 303 no monte do Castelo e Miranda a cerca de 1 km da sua área urbana e pelo Caminho Municipal que da EM 523 atravessa a povoação e a liga com Cendufe. Em 2008 foi criada a Associação Recreativa e Cultural "Olhar Encantador".

## População
| População da freguesia de Padreiro Santa Cristina | População da freguesia de Padreiro Santa Cristina | População da freguesia de Padreiro Santa Cristina | População da freguesia de Padreiro Santa Cristina | População da freguesia de Padreiro Santa Cristina | População da freguesia de Padreiro Santa Cristina | População da freguesia de Padreiro Santa Cristina | População da freguesia de Padreiro Santa Cristina | População da freguesia de Padreiro Santa Cristina | População da freguesia de Padreiro Santa Cristina | População da freguesia de Padreiro Santa Cristina | População da freguesia de Padreiro Santa Cristina | População da freguesia de Padreiro Santa Cristina | População da freguesia de Padreiro Santa Cristina | População da freguesia de Padreiro Santa Cristina |
| ------------------------------------------------- | ------------------------------------------------- | ------------------------------------------------- | ------------------------------------------------- | ------------------------------------------------- | ------------------------------------------------- | ------------------------------------------------- | ------------------------------------------------- | ------------------------------------------------- | ------------------------------------------------- | ------------------------------------------------- | ------------------------------------------------- | ------------------------------------------------- | ------------------------------------------------- | ------------------------------------------------- |
| 1864                                              | 1878                                              | 1890                                              | 1900                                              | 1911                                              | 1920                                              | 1930                                              | 1940                                              | 1950                                              | 1960                                              | 1970                                              | 1981                                              | 1991                                              | 2001                                              | 2011                                              |
| 275                                               | 288                                               | 312                                               | 283                                               | 286                                               | 285                                               | 252                                               | 329                                               | 371                                               | 344                                               | 290                                               | 205                                               | 153                                               | 118                                               | 76                                                |

| Distribuição da População por Grupos Etários | Distribuição da População por Grupos Etários | Distribuição da População por Grupos Etários | Distribuição da População por Grupos Etários | Distribuição da População por Grupos Etários | Distribuição da População por Grupos Etários | Distribuição da População por Grupos Etários | Distribuição da População por Grupos Etários | Distribuição da População por Grupos Etários | Distribuição da População por Grupos Etários |
| -------------------------------------------- | -------------------------------------------- | -------------------------------------------- | -------------------------------------------- | -------------------------------------------- | -------------------------------------------- | -------------------------------------------- | -------------------------------------------- | -------------------------------------------- | -------------------------------------------- |
| Ano                                          | 0-14 Anos                                    | 15-24 Anos                                   | 25-64 Anos                                   | > 65 Anos                                    |                                              | 0-14 Anos                                    | 15-24 Anos                                   | 25-64 Anos                                   | > 65 Anos                                    |
| 2001                                         | 5                                            | 15                                           | 50                                           | 48                                           |                                              | 4,2%                                         | 12,7%                                        | 42,4%                                        | 40,7%                                        |
| 2011                                         | 2                                            | 1                                            | 32                                           | 41                                           |                                              | 2,6%                                         | 1,3%                                         | 42,1%                                        | 53,9%                                        |